# Vestre Borgesyssels prosteri

Prosterier i Borgs stift. Det orangea området på kartan är Vestre Borgesyssels prosteri.

Vestre Borgesyssels prosteri (norska: Vestre Borgesyssel prosti) är ett kontrakt (prosteri, norska: prosti) i Borgs stift inom Norska kyrkan. Kontraktet omfattar kommunerna Moss, Råde och Våler i Østfold fylke i sydöstra Norge.
Namnet syftar på att kontraktet omfattar kommuner i den västra delen av det historiska området Borgesyssel.

## Socknar
Vestre Borgesyssels prosteri består av sju socknar (norska: sokn eller sogn):
- Ekholts socken
- Jeløy socken
- Moss socken
- Rygge socken
- Råde socken
- Svinndals socken
- Vålers socken